# Сантус, Роберту
Робе́рту Са́нтус Пинья́нес (порт.-браз. Roberto Santos Pinhanez; 15 апреля 1928, Сан-Паулу, Бразилия — 3 мая 1987, там же) — бразильский кинорежиссёр, сценарист, кинопродюсер, монтажёр и педагог.

## Биография
Один из зачинателей бразильского «нового кино». Изучал архитектуру и философию. В 1951—1952 годах учился на кинематографических курсах в Сан-Паулу. Был ассистентом режиссёра сначала у Жозе Карлоса Бурле («Трах!»), а затем у Нелсона Перейры дос Сантоса («Рио, 40°»), ставшего продюсером первой самостоятельной картины дус Сантуса («Великий момент»). Снимал документальные и игровые ленты. С 1973 года преподавал в университете в Сан-Паулу.

## Избранная фильмография

### Режиссёр
- 1958 — Великий момент / O Grande Momento
- 1965 — Час и мгновение Аугусту Матраги / A Hora e a Vez de Augusto Matraga (по повести Жуана Гимарайнса Розы)
- 1966 — Уроженец Рио (Кариоки) / As Cariocas
- 1968 — Обнажённый мужчина / O Homem Nu
- 1971 — Плохой ангел / Um Anjo Mau
- 1972 — Голоса страха / Vozes do Medo
- 1972 — Ретроспектива / (д/ф)
- 1977 — Эротические рассказы / Contos Eróticos (киноальманах)
- 1978 — Три смерти в Солано / As Três Mortes de Solano
- 1979 — Любители дождя / Os Amantes da Chuva
- 1985 —  / Nasce Uma Mulher
- 1987 —  / Quincas Borba

### Сценарист
- 1958 — Великий момент / O Grande Momento
- 1960 — Угрожающий город / Cidade Ameaçada
- 1963 — Жимба / Gimba, Presidente dos Valentes
- 1965 — Час и мгновение Аугусту Матраги / A Hora e a Vez de Augusto Matraga
- 1966 — Уроженец Рио (Кариоки) / As Cariocas
- 1968 — Бебель, девушка с плаката / Bebel, Garota Propaganda
- 1968 — Обнажённый мужчина / O Homem Nu
- 1970 — Вечная Африка / África Eterna
- 1970 — Жулиана, потерявшая любовь / Juliana do Amor Perdido
- 1971 — Плохой ангел / Um Anjo Mau
- 1972 — Голоса страха / Vozes do Medo
- 1975 —  / O Predileto
- 1977 — Остановка 88 — предупреждающая граница / Parada 88 - O Limite de Alerta (с Жозе ди Аншьета)
- 1977 — Эротические рассказы / Contos Eróticos
- 1978 — Три смерти в Солано / As Três Mortes de Solano
- 1979 — Любители дождя / Os Amantes da Chuva
- 1985 —  / Nasce Uma Mulher
- 1987 —  / Quincas Borba

### Продюсер
- 1957 — Рио, северный округ / Rio Zona Norte
- 1958 — Великий момент / O Grande Momento
- 1965 — Час и мгновение Аугусту Матраги / A Hora e a Vez de Augusto Matraga
- 1968 — Бебель, девушка с плаката / Bebel, Garota Propaganda
- 1977 — Остановка 88 — предупреждающая граница / Parada 88 - O Limite de Alerta
- 1979 — Любители дождя / Os Amantes da Chuva
- 1980 — Аса Бранка, бразильская мечта / Asa Branca - Um Sonho Brasileiro
- 1985 —  / Nasce Uma Mulher
- 1987 —  / Quincas Borba

### Монтажёр
- 1968 — Истинная Бразилия / Brasil Verdade

## Награды
- 1966 — номинация на Золотую пальмовая ветвь 19-го Каннского кинофестиваля («Час и мгновение Аугусту Матраги»)